# Domaine de Nagatoro
Le domaine de Nagatoro (長瀞藩, Nagatoro-han) est un petit fief féodal japonais de l'époque d'Edo situé dans la province de Dewa (actuelle préfecture de Yamagata). Son siège se trouvait à Nagatoro, le  quartier général administratif (jin'ya) dans ce qui est aujourd'hui la ville de Higashine.

## Histoire
Le domaine de Nagatoro est établi par Yonekitsu Michimasa, daimyō du domaine de Kuki dans la province de Musashi. Les territoires des Yonekitsu sont situés dans les provinces de Musashi, Kazusa, Shimōsa et Hitachi, en plus d'une petite possession à Dewa. Yonekitsu Michimasa échange des terres de 6 400 koku de Musashi contre des terres du district de Murayama à Dewa et déménage son siège de Kuri à Nagatoro en 1798. Les troisième et quatrième daimyōs, Yonekitsu Masayasu et Yonekitsu Masaaki, sont les 10e et 11e fils de Sakai Tadakata du domaine de Shōnai et ont été adoptés par le clan.
Le domaine a une population de 2 466 personnes en 1850 d'après un recensement et maintient sa résidence à Edo (kamiyashiki) à Atago-shita.
Durant du période du Bakumatsu, Yonekitsu Masaaki prit l'initiative inhabituelle d'armer et de former trente roturiers dans le domaine pour établir une force militaire auxiliaire. Cependant, la guerre de Boshin n'atteint pas le domaine. Après la restauration de Meiji, Yonekitsu Masatoshi, le dernier daimyō, transfère en novembre 1869 son siège de Nagatoro à ses territoires à Kazusa, abolit le domaine de Nagatoro, et crée le nouveau domaine d'Ōami (大網藩, Ōami-han). Après l'abolition du système han de juillet 1871, les territoires du domaine à Dewa sont absorbés dans la nouvelle préfecture de Yamagata. Yonekitsu Masatoshi sert dans l'armée impériale japonaise comme membre de la Garde impériale et, en 1884, reçoit le titre de vicomte (shishaku) selon le système de pairie kazoku.

## Possession durant leBakumatsu
- Province de Dewa (Uzen (en))
  - 4 villages dans le district de Murayama
- Province de Shimōsa
  - 4 villages dans le district de Toyoda
  - 1 village dans le district de Chiba
  - 1 village dans le district de  Shimohabu
- Province de Kazusa
  - 2 villages dans le district de Nagara
  - 3 villages dans le district de Yamabe
  - 2 villages dans le district de Musha

## Liste des daimyōs
- Clan Yonekitsu (tozama daimyō) 1789-1869

| # | Nom                            | Durée de gouvernance | Titre                   | Rang                    | Revenus     |
| - | ------------------------------ | -------------------- | ----------------------- | ----------------------- | ----------- |
| 1 | Yonekitsu Michimasa (米津通政) | 1789-1799            | Dewa-no-kami (出羽守)   | 5e inférieur (従五位下) | 11 000 koku |
| 2 | Yonekitsu Masayoshi (米津政懿) | 1799-1853            | Etchu-no-kami (越中守)  | 5e inférieur (従五位下) | 11 000 koku |
| 3 | Yonekitsu Masayasu (米津政易)  | 1854-1860            | Sagami-no-kami (相模守) | 5e inférieur (従五位下) | 11 000 koku |
| 4 | Yonekitsu Masaaki (米津政明)   | 1860-1865            | Ise-no-kami (伊勢守)    | 5e inférieur (従五位下) | 11 000 koku |
| 5 | Yonekitsu Masatoshi (米津政敏) | 1865-1869            | Ise-no-kami (伊勢守)    | 5e inférieur (従五位下) | 11 000 koku |

## Source de la traduction
- (en) Cet article est partiellement ou en totalité issu de l’article de Wikipédia en anglais intitulé « Nagatoro Domain » (voir la liste des auteurs).